# NGC 6861E
NGC 6861E is een spiraalvormig sterrenstelsel in het sterrenbeeld Telescoop. Het hemelobject werd op 30 juli 1826 ontdekt door de Britse astronoom John Herschel.

## Synoniemen
- ESO 233-42
- PGC 64216